# La Paloma adieu
Singles de Mireille Mathieu
Emmène-moi demain avec toi
(1973) Folle, folle, follement heureuse 
(1974)
La Paloma adieu est une chanson de 1973 de la chanteuse française Mireille Mathieu, inspirée par la chanson espagnole La paloma de Sebastián Iradier. Il en existe une version allemande (La Paloma ade), une version espagnole (La Paloma vendrá) et une version anglaise (La Paloma Goodbye).
C'est un des grands succès de Mireille Mathieu, souvent repris dans ses compilations. 
En 1973, le single arrive à la 25e place des meilleures ventes de 45 tours, avec des ventes certifiées de plus de 400 000 exemplaires.

## Reprises et adaptations

### Version allemande
La Paloma ade est sortie en Allemagne en 1973 dans l'album mm (label Ariola). Elle y a connu un très grand succès puisqu'elle est restée 27 semaines dans les charts allemands et y a atteint la première position La durée est exactement la même que celle de la version originale. Le texte a été adapté par Georges Buschor.

### Version espagnole
La Paloma vendrá est sortie en Espagne en 1974. Sur le disque 45 tours, sorti sous le label Ariola, se trouve également Acrópolis adios qui est la version espagnole d'un autre succès de Mireille, Acropolis Adieu. Elle dure 3 min 47, soit quelques secondes de moins que la version originale. La traduction du texte est de Carlos Toro.

## Classements

### Classements hebdomadaires
| Classement (1973-1974)                  | Meilleure position |
| --------------------------------------- | ------------------ |
| Belgique (Wallonie Ultratop 50 Singles) | 7                  |

| Classement (1973-1974)                 | Meilleure position |
| -------------------------------------- | ------------------ |
| Allemagne (Media Control AG)           | 1                  |
| Autriche (Ö3 Austria Top 40)           | 3                  |
| Belgique (Flandre Ultratop 50 Singles) | 3                  |
| Pays-Bas (Single Top 100)              | 7                  |
| Pays-Bas (Nederlandse Top 40)          | 6                  |
| Suisse (Schweizer Hitparade)           | 3                  |